# Chiara Baroni
Chiara Baroni (Brescia, 13 maggio 1992) è un'allenatrice di calcio ed ex calciatrice italiana, di ruolo difensore.

## Biografia
Chiara Baroni nasce a Brescia il 13 maggio 1992 ma cresce con i genitori a Rezzato, avvicinandosi con curiosità al mondo del calcio fin da ragazzina e giocando nelle giovanili del Virle Rezzato con i maschietti fino ai 13 anni, raggiungendo l'età massima consentita dalla federazione.

## Carriera

### Club
Cresciuta nelle giovanili del Bardolino Verona, poi Verona Bardolino, e del Brescia, dove è inserita nella formazione che partecipa al Campionato Primavera, dal 2011 è sporadicamente aggregata alla prima squadra dove gioca in Serie A. Veste la maglia delle rondinelle fino al termine della stagione 2013-2014, trovando sempre poco spazio e congedandosi con un tabellino personale di 2 reti realizzate in 18 incontri disputati.
Nell'estate 2014 trova un accordo con il Franciacorta con la quale affronta il campionato di Serie B. Con la società rimane una sola stagione a causa della decisione da parte della dirigenza di non iscriversi alla stagione 2015-2016 e sciogliere la società. Baroni si ritrova quindi svincolata dall'estate 2015.

### Allenatrice
Il 12 agosto 2019 viene ufficializzato l'accordo con il Ciliverghe Calcio, società calcistica bresciana militante in Serie D, che apre la propria sezione femminile affidata alla guida di Baroni, sotto la supervisione della sua ex capitana ai tempi del Brescia Elisa Zizioli, nominata a sua volta responsabile tecnica della sezione femminile.

## Palmarès

### Club
- Campionato italiano: 1

Brescia: 2013-2014
- Coppa Italia: 1

Brescia: 2011-2012